# Marjorie Rambeau
Marjorie Rambeau (ur. 15 lipca 1889, zm. 6 lipca 1970) – amerykańska aktorka filmowa.

## Filmografia

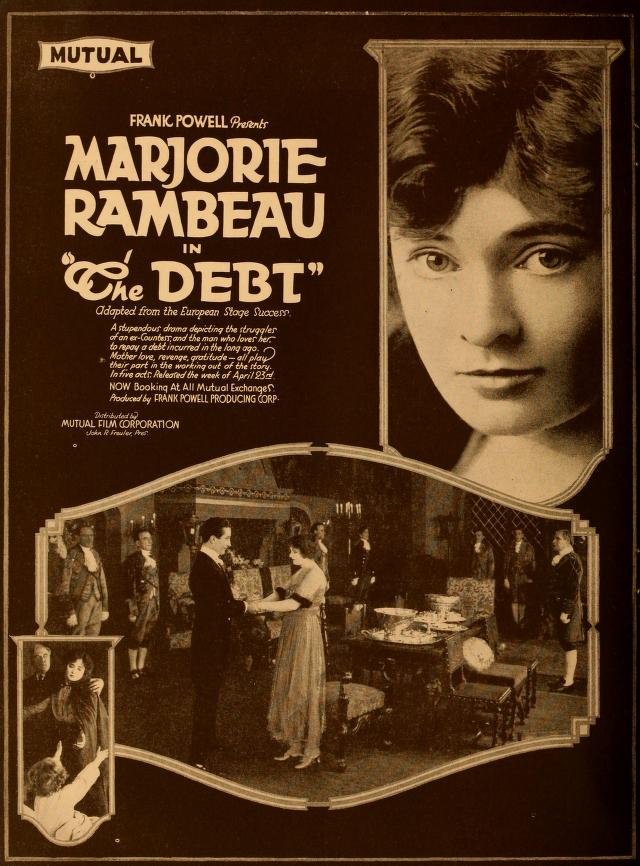
The Debt (1917)

- 1930: Min i Bill jako Bella Pringle
- 1930: Natchnienie jako Lulu
- 1933: Jak w siódmym niebie jako Flossie
- 1940: Wzgórza Primrose jako Mamie Adams
- 1941: Na tytoniowym szlaku jako Bessie Rice
- 1943: Wojny drapieżców
- 1949: Any Number Can Play jako Sarah Calbem
- 1953: Torch Song jako pani Stewart

## Nagrody i nominacje
Została dwukrotnie nominowana do Oscara.